# Арпа Ке'ун
Арпа Ке'ун (? — 15 травня 1336) — хан держави Ільханів у 1335—1336 роках.

## Життєпис
Походив з роду Толуїдів. Був нащадком хана Ариг-буги. За часів Олджейту (близько 1308) опинився при дворі Ільханів. Про його діяльність замало відомостей, проте напевне мав вплив серед монгольських військовиків.
Після смерті Абу-Саїда Багадур-хана під час епідемії чуми у 1335 зумів посісти трон держави Ільханів. Прийняв ім'я Султан-Муїз аль-Дун'я ва-і-дін Махмуд. Того ж року відбив напад військ Узбека, хана Золотої Орди, на кавказькі володіння. Після успішної військової кампанії наказав стратити Багдад-хатун, удову Абу-Саїда, та частину придворних попередника. Водночас призначив осіб з Середньої Азії.
У 1336 одружився з донькою Олджейту-хана. Але того ж року почалося повстання Алі Падшах, намісника Багдада, стрийко Абу-Саїда Багадур-хана. У битві при місті Марага 10 квітня того ж року Арпа Ке'ун зазнав нищівної поразки. Він спробував втекти, але потрапив у полон в Солтаніє й незабаром хана було страчено в Уджані. Владу отримав Муса-хан, онук Байду.